# Patony
A Patony ismeretlen eredetű régi magyar személynév.

## Gyakorisága
Az 1990-es években szórványos név, a 2000-es években nem szerepel a 100 leggyakoribb férfinév között.

## Névnapok
- február 21.[2]
- április 28.[2]

## Egyéb Patonyok
- Benkepatony (szk. Benkova Potôň), Felsőpatony része
- Bögölypatony (szk. Dolná Potôň), Diósförgepatony része
- Csécsénypatony (szk. Čečínska Potôň), Felsőpatony része
- Diósförgepatony, (szk. Orechová Potôň), Szlovákia, Nagyszombati kerület, Dunaszerdahelyi járás
- Dióspatony, (szk. Orechová Potôň) Diósförgepatony része
- Előpatony (szk. Masníkovo vagy Predná Potôň), Lég része
- Felsőpatony (szk. Horná Potôň), Szlovákia, Nagyszombati kerület, Dunaszerdahelyi járás
- Förgepatony (szk. Förgeho Potôň vagy Fregova Potôň), Diósförgepatony része
- Lögérpatony (szk. Horná Potôň), Felsőpatony része
- Patonyrét (szk. Potônske Lúky), Szlovákia, Nagyszombati kerület, Dunaszerdahelyi járás